# Thomas Atkinson Jenkins
Thomas Atkinson Jenkins (* 24. Mai 1868 in Wilmington, Delaware; † 23. März 1935) war ein US-amerikanischer Romanist und Mediävist.

## Leben und Werk
Jenkins stammte aus einer Quäkerfamilie. Er besuchte das Swarthmore College und die Wharton School of Finance and Economy. Nach einem Parisaufenthalt promovierte er 1894 bei Aaron Marshall Elliott an der Johns Hopkins University in Baltimore mit der Arbeit „L'Espurgatoire seint Patriz“ of Marie de France. An Old-French poem of the twelfth century, published with an introduction and a study of the language of the author (Philadelphia 1894, Genf 1974; Neuauflage mit lateinischem Original, Chicago 1903) und war dann Professor an der University of Chicago.

Thomas Atkinson Jenkins war der Vater von Francis Arthur Jenkins (1899–1960), Physikprofessor an der University of California, Berkeley.

## Weitere Werke
- (Hrsg.) Eructavit. An old French metrical paraphrase of psalm XLIV, published from all known manuscripts and attributed to Adam de Perseigne, Dresden 1909
- (Hrsg.) La Chanson de Roland, Boston 1924
- (Hrsg. mit  William A. Nitze) Le haut Livre du Graal: Perlesvaus,  2 Bde., Chicago (Ill) 1932–1937, New York 1972
- Word-studies in French and English, Baltimore 1933, New York 1966
- (Hrsg. mit anderen) La seinte resureccion. From the Paris and Canterbury mss. Edition begun by the late T. Atkinson Jenkins & J. M. Manly, and completed by Mildred K. Pope and Jean G. Wright, Oxford 1943, New York 1967